# 帕尔马主广场

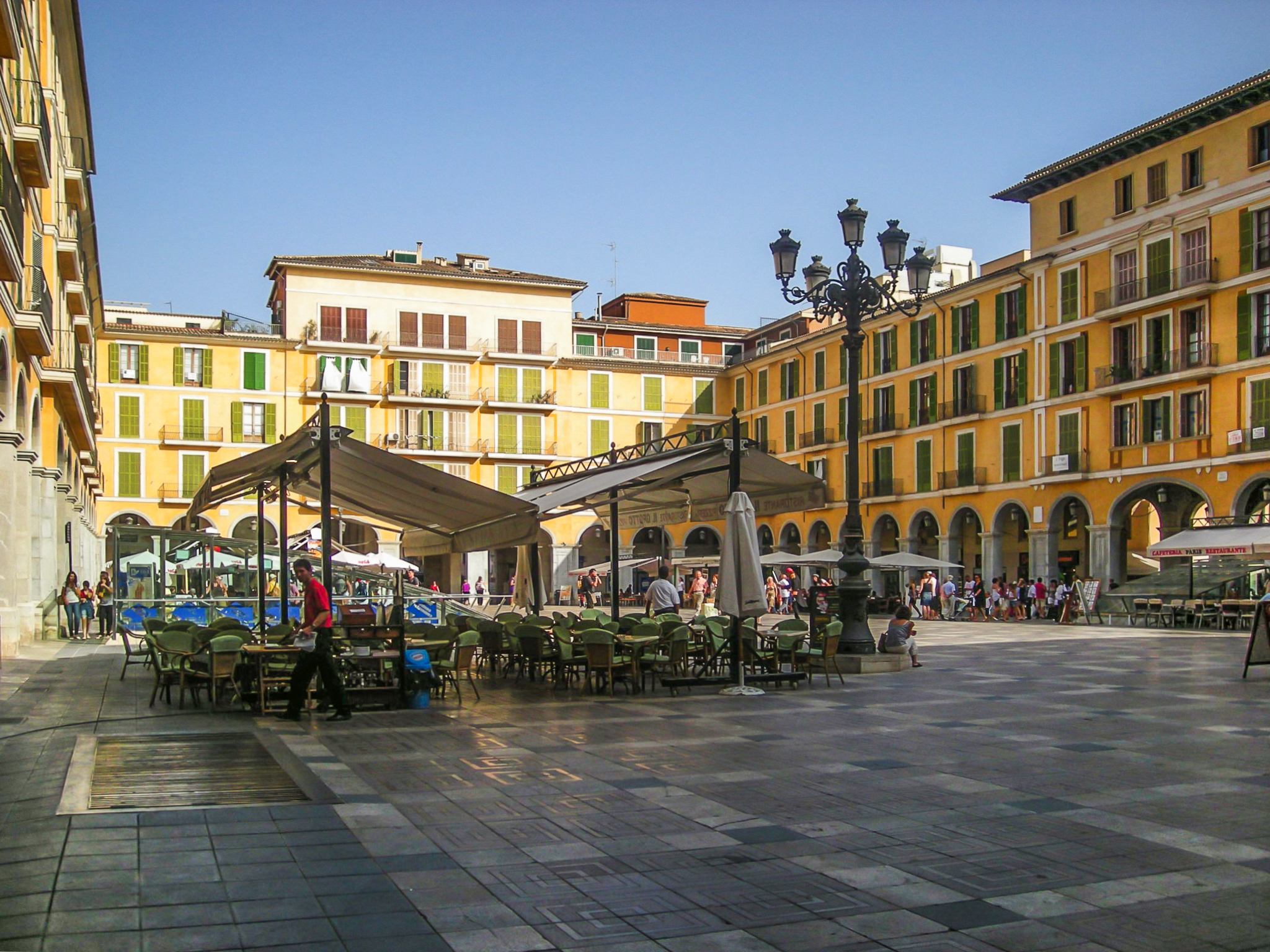
帕爾馬主廣場

帕尔马主广场（加泰罗尼亚语：Plaça Major；西班牙语：Plaza Mayor de Palma de Mallorca）是西班牙巴利亚利群岛马略卡岛帕尔马的一个广场，位于中区（Distrito Centro）,长90米，宽40米，周围的重要纪念性建筑包括圣弥额尔圣殿（Basílica de San Miguel）和帕尔马大剧院（Teatro Principal）。周边的街道包括圣米格尔街（Calle de San Miguel）、工会街（Vía Sindicato）和哥伦布街（Calle Colón）。 